# Pedro Luis Uriarte Santamarina
Pedro Luis Uriarte Santamarina (Bilbao, 13 de febrer de 1943) és un economista i executiu basc. Va ser Conseller Delegat i Vicepresident del Consell d'Administració del Banco Bilbao Biscaia (BBV) i primer President d'Innobasque, l'Agència Basca d'Innovació. És conegut per haver sigut el president de la Comissió Negociadora del Concert Econòmic entre l'Administració General de l'Estat d'Espanya i la Comunitat Autònoma del País Basc.

## Biografia
És llicenciat en Ciències Econòmiques i Empresarials i en Dret per la Universitat de Deusto.
Va iniciar la seva carrera professional l'abril del 1967, com a cap de costos en Industrias Metálicas Vizcaínas Metalinas, una empresa dedicada a la fabricació d'envasos metàl·lics, aerosols i càpsules per tancar ampolles. Uns anys després de la seva adquisició, el desembre de 1967, per la firma multinacional nord-americana Crown Cork Company, va passar a exercir el càrrec de director administratiu de l'empresa. El 1972 va canviar d'empresa i es va incorporar al departament central de Business Analysis and Planning de la filial espanyola de General Electric , on va treballar fins al 1973.
El 1980 va ser designat conseller d'Economia i Hisenda al primer govern basc, sorgit després de la promulgació de l'Estatut d'Autonomia del País Basc de 1979. Va ser el president de la Comissió Negociadora del Concert Econòmic entre l'Administració General de l'Estat d'Espanya i la Comunitat Autònoma del País Basc, que va entrar en vigor el 1981, després d'una llarga negociació. Va ocupar aquest càrrec al llarg de tota la primera legislatura del Parlament Basc, fins a l'abril del 1984.
Més endavant treballaria com a conseller delegat i vicepresident del primer Consell d'Administració del Banco Bilbao Biscaia i després del Banco Bilbao Biscaia Argentaria, fins al desembre del 2001.
Després de la seva prejubilació el desembre del 2001 dels seus càrrecs a BBVA, el 2002 va crear una empresa de consultoria estratègica en què ocupa des de llavors la posició de president executiu.
A més de la seva activitat professional, ha impulsat diferents iniciatives de la societat civil, entre les quals cal destacar el seu paper com a primer president d'Innobasque, l'Agència Basca d'Innovació, entre 2007 i 2009. Es tracta d'una associació privada, la finalitat de la qual és afavorir i impulsar el desenvolupament de la innovació al País Basc.
També ha estat membre del Comitè Estratègic d'IK4 i, des de l'any 2003, és membre de la Comissió Estratègica del Centre d'Estudis i Recerques Tècniques de Guipúscoa - CEIT, centre tecnològic vinculat a l'Escola d'Enginyers Industrials de la Universitat de Navarra, amb seu a Sant Sebastià.
Amb l'objectiu de difondre i fomentar el coneixement sobre el Concert Econòmic, ha publicat tres llibres digitals de caràcter gratuït, El Concierto Económico vasco: una visión personal (2015), Nuestro Concierto: claves para entenderlo (2016), y "139 preguntas sobre un Concierto con 139 años de vida" (febrer de 2017). També ha fundat juntament amb altres ciutadans i ciutadanes la plataforma cívica i independent "Comunitat del Concierto - Gurea Kontzertua".
És pare de tres fills.

## Publicacions
- El Concierto Económico vasco: una visión personal
- Nuestro Concierto: claves para entenderlo
- 139 preguntas sobre un Concierto con 139 años de vida